# Raginpert
Raginpert (również Raghinpert lub Reginbert) (ur. ? – zm. 701) – książę Turynu, a potem krótko król Longobardów w 701. Był synem Godeperta i wnukiem Ariperta I. Uzurpacją zdobył tron w 701 i usunął Liutperta, wnuka swego brata, a następcą ustanowił własnego syna Ariperta. Wyruszył wraz z Neustrianami (ludźmi Piemontu), by spotkać się w bitwie z regentem Ansprandem i pokonał go pod Novarą, lecz zmarł krótko potem. Jego synowi Aripertowi nie powiodło się natychmiastowe przejęcie tronu.